# Alois Müller (Politiker, 1878)
Alois Müller (* 1. März 1878 in Sulz; † 13. Oktober 1945 in Güssing) war ein österreichischer Maschinenarbeiter und Politiker (SDAP). Er war Mitglied des Bundesrates und Abgeordneter zum Burgenländischen Landtag.

## Leben
Alois Müller wurde als Sohn der Hausfrau Rosalia Müller aus Sulz geboren. Er besuchte die Volksschule und war in der Folge als Gastwirt und Maschinenarbeiter in Tobaj tätig.
Müller war verheiratet.

## Politik
Müller engagierte sich in der Sozialdemokratischen Arbeiterpartei und war Mitglied des Landesparteivorstandes und der Landesparteikontrolle. Zudem war er in der Arbeiterkammer aktiv und hatte 1924 die Funktion eines Beiratsmitglied der Arbeiterkammer inne. Des Weiteren arbeitete Müller als Parteisekretär in Güssing. Müller wurde am 15. Juli 1922 als Abgeordneter im Burgenländischen Landtag angelobt, in dem er die Sozialdemokratische Arbeiterpartei bis zum 13. November 1923 vertrat. Er war danach vom 27. November 1925 bis zum 20. Mai 1927 Mitglied des Bundesrates und rückte am 18. Dezember 1929 erneut als Abgeordneter in den Burgenländischen Landtag nach, nachdem Josef Heger aus diesem Gremium ausgeschieden war. Müller hatte sein Amt als Landtagsabgeordneter bis zum 12. Februar 1934 inne, er verlor es im Zuge der Niederschlagung der Februarkämpfe 1934.